# Amblypsilopus psittacinus
Amblypsilopus psittacinus är en tvåvingeart som först beskrevs av Friedrich Hermann Loew 1861.  Amblypsilopus psittacinus ingår i släktet Amblypsilopus och familjen styltflugor. Inga underarter finns listade i Catalogue of Life.